# Przedsiębiorstwo Komunikacji Miejskiej Katowice

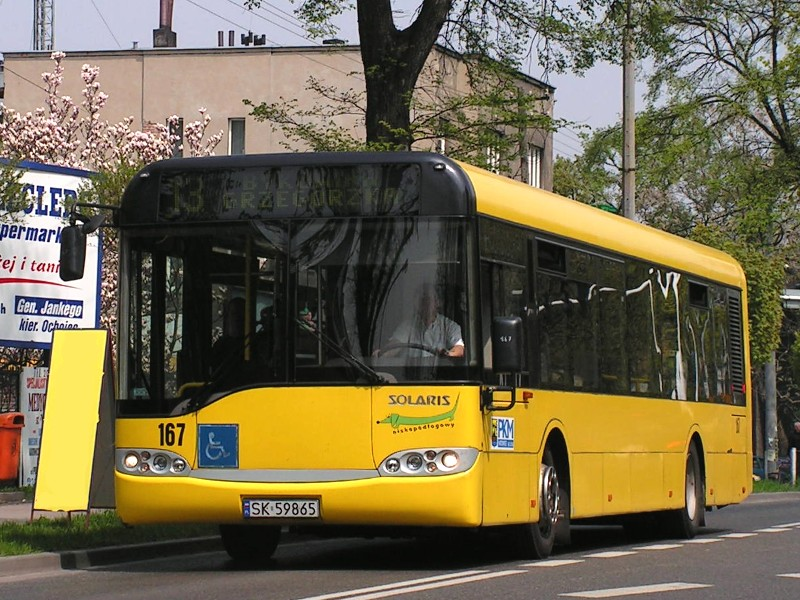
Katowice: autobus Solaris Urbino 12 del PKM n. 167 sulla linea 13

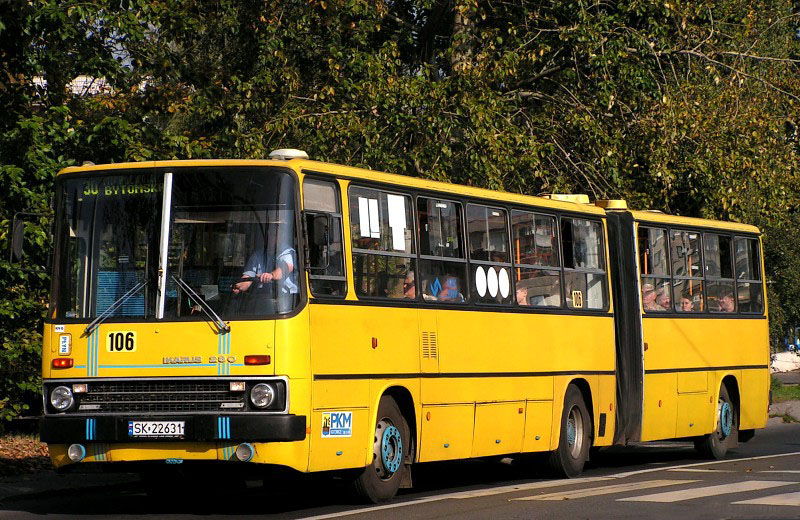
Katowice: autosnodato Ikarus 280 del PKM n. 106

PKM Katowice, forma abbreviata di Przedsiębiorstwo Komunikacji Miejskiej, è l'operatore che svolge il servizio di trasporto pubblico con autobus nella città di Katowice in Polonia e nel suo circondario.

## Esercizio
L'azienda gestisce 55 autolinee ricadenti nel territorio di Katowice ed in quelli dei centri limitrofi di Siemianowice Śląskie, Chorzów, Ruda Śląska, Bytom, Czeladź e Mysłowice.

## Parco aziendale
Sono presenti autobus di vario tipo, con livrea gialla, a marchio "Jelcz", "Solaris", MAN e Neoplan.

## Sede
La sede legale si trova a Katowice.